# Червлённая-Узловая (станция)
Червлённая-Узлова́я — узловая железнодорожная станция Грозненского региона Северо-Кавказской железной дороги, находящаяся в станице Червлённой-Узловой Шелковского района Чеченской Республики.

## Деятельность
На станции осуществляются:
- продажа билетов на все пассажирские поезда;
- приём и выдача багажа[2].

## Пригородное сообщение по станции
По состоянию на декабрь 2017 года пригородное сообщение по станции отсутствует.

## Дальнее следование по станции
По состоянию на 2009 год станция неэлектрифицирована (демонтирована контактная сеть). Движение осуществляется на тепловозной тяге.
По состоянию на декабрь 2018 года по станции курсируют следующие поезда дальнего следования:
| Круглогодичное обращение поездов | Круглогодичное обращение поездов | Круглогодичное обращение поездов | Круглогодичное обращение поездов |
| № поезда                         | Маршрут движения                 | № поезда                         | Маршрут движения                 |
| -------------------------------- | -------------------------------- | -------------------------------- | -------------------------------- |
| 135                              | Махачкала — Санкт-Петербург      | 136                              | Санкт-Петербург — Махачкала      |
| 301/302                          | Грозный — Волгоград              | 301/302                          | Волгоград — Грозный              |
| 381                              | Грозный — Москва                 | 382                              | Москва — Грозный                 |
| 391                              | Баку — Ростов-на-Дону            | 392                              | Ростов-на-Дону — Баку            |

## Фотографии станции Червлённая-Узловая
- Здание поста ЭЦ на станции Червлённая-Узловая.
 2011 год
- Водонапорная башня дореволюционной постройки на станции Червлённая-Узловая. 2011 год
- Вокзал на станции Червлённая-Узловая. 
2011 год
- Платформы станции Червлённая-Узловая. Вид в западном направлении. 
2011 год
- Начальный участок перегона Червлённая-Узловая — Гудермес. Вид на восток, в сторону Гудермеса. 
2011 год
- Окрестности станции Червлённая-Узловая. Внутриузловой путь, позволяющий движение из Гудермеса на Кизляр без смены направления движения по Червлённой-Узловой. Вид в сторону Гудермеса. 
2011 год
- Окрестности станции Червлённая-Узловая. Внутриузловой путь, позволяющий движение из Гудермеса на Кизляр без смены направления движения по Червлённой-Узловой. Вид в сторону Гудермеса. 
2011 год